# Бельхович Григорій
Григорій Бельхо́вич (нар. ? — пом. 1683, Львів) — львівський ливарник кінця XVII століття.
Навчався у Каспара Франке. Працював у Львівській міській людвісарні, впродовж 1672—1683 років очолював її. Відливав гармати і дзвони.
У 1680 році для монастиря бернардинців у Львові відлив багато декорований, прикрашений чротирма фризами з  рослинними орнаментами, дзвін.